# Шлай (округ)
Шлай (англ. Schley County) — округ штата Джорджия, США. Население округа на 2000 год составляло 3766 человек. Административный центр округа — город Эллавилл.

## История
Округ Шлай основан в 1857 году.

## География
Округ занимает площадь 435,1 квадратных километров.

## Демография
Согласно Бюро переписи населения США, в округе Шлай в 2000 году проживало 3766 человек. Плотность населения составляла 8,7 человек на квадратный километр.